# Toldy Ferenc

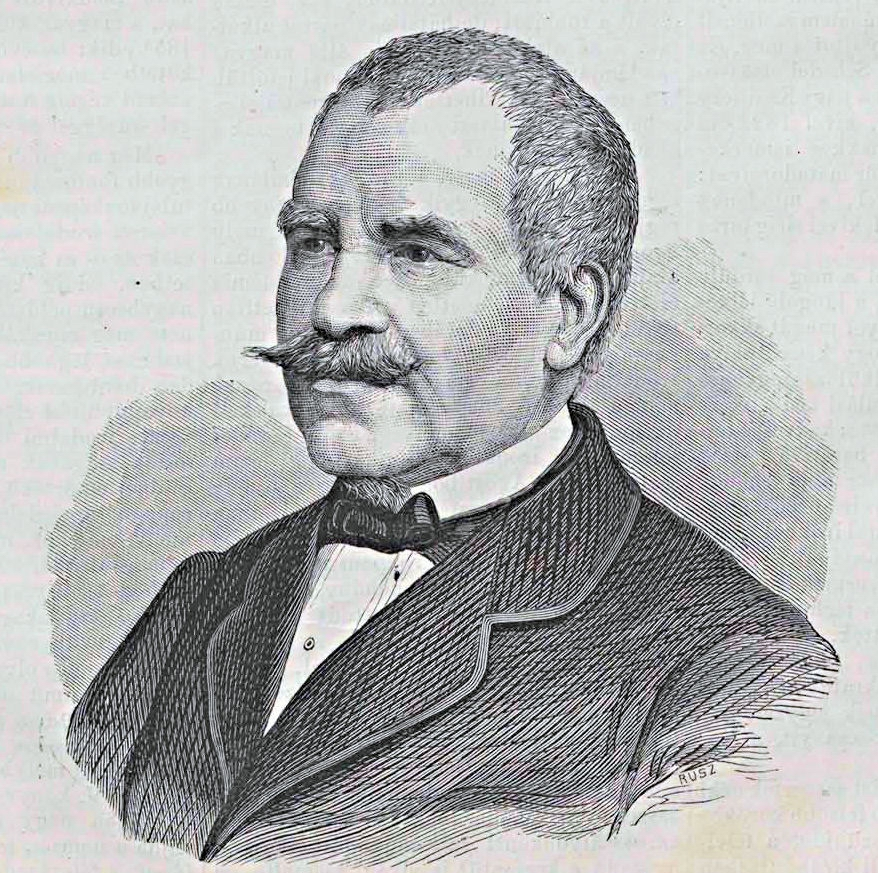
Rusz Károly metszete

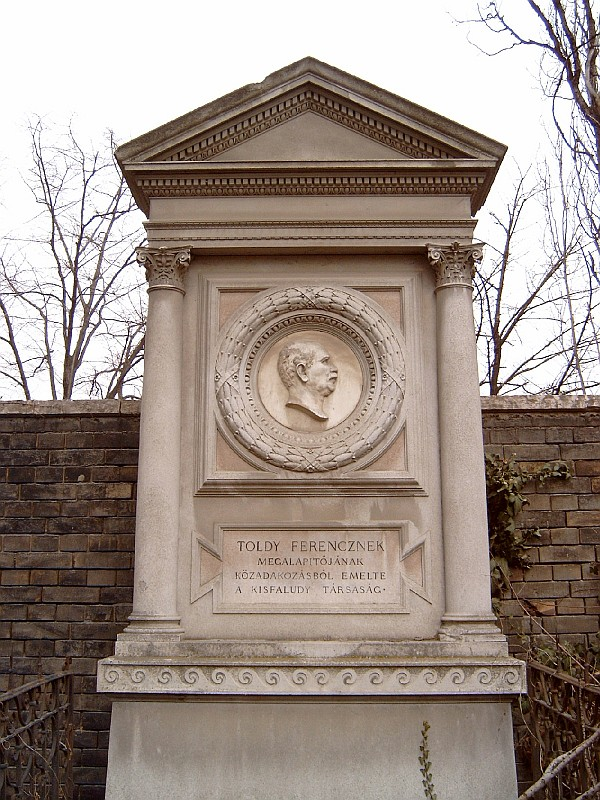
Toldy Ferenc sírja Budapesten. Kerepesi temető: B. 266. Huszár Adolf műve, 1879

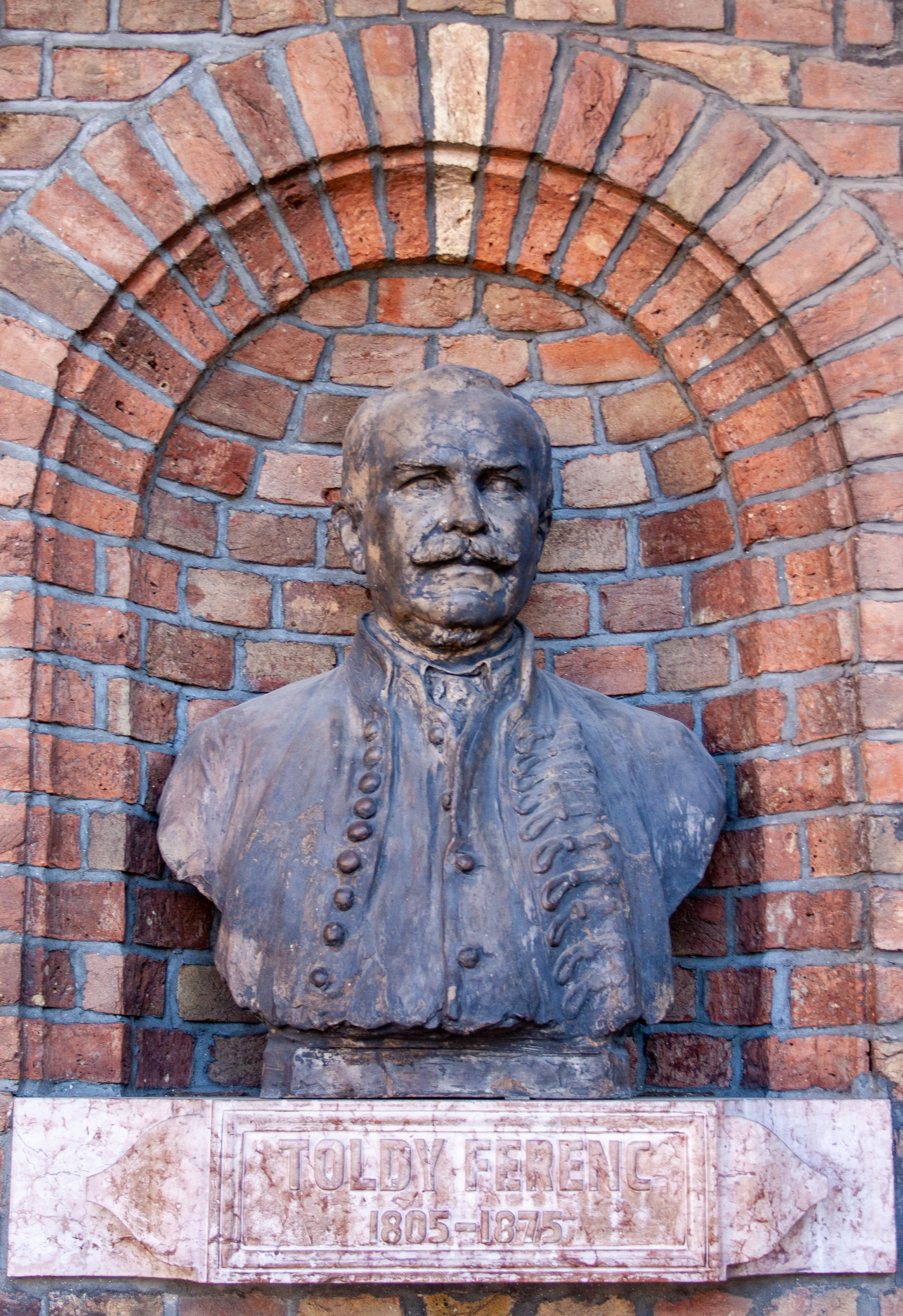
Mellszobra a szegedi Dóm téren

Toldy Ferenc (születési nevén Schedl Ferenc Károly József) (Buda, 1805. augusztus 10. – Budapest, 1875. december 10.) irodalomtörténész, kritikus, egyetemi tanár, a Magyar Tudományos Akadémia tagja, titkára, 1841-től 1861-ig Kisfaludy Társaság igazgatója, majd másodelnöke. Toldy István író, újságíró és Toldy László fővárosi főlevéltárnok apja, Sikor Margit nagyapja.

## Életpályája
Schedel Ferenc postatiszt és Thalherr Jozefin fiaként született. Szülei (akik nem tudtak magyarul), 1807-ben Pestre költöztek, és fiukat 1812 húsvétja után a pesti magyar iskolába adták, 1813-ban pedig a gimnázium első osztályába Ceglédre küldték, hogy megtanuljon jól magyarul. A gimnázium II–V. osztályaiba már Pesten járt, 1814–18 között Piarista Gimnáziumban tanult, a VI. osztályt Kassán végezte, ahova apja a szlovák nyelv elsajátítása végett küldte; szlovákul itt keveset tanult, de Pethő Krónikája és Baróti Szabó Dávid Verskoszorúja ott keltette fel a magyar irodalom iránti érdeklődését. Egy év múlva ismét visszatért Pestre, ahol 1819–22 között a hároméves bölcsészszakot végezte; ez alatt kötött barátságot Bajza Józseffel. 1820-tól bejáratos volt Budán Virág Benedekhez is, valamint Horvát Istvánhoz. Az irodalomban és nyelvészetben Kazinczy Ferenc lett az ideálja, és magával ragadta a nyelvújítás. Versekkel (1818-tól) és szépirodalmi kísérletekkel kezdte írói pályáját. Első fordítása (Lübeck után: Szépeinkhez) már 1821-ben megjelent a Szépliteraturai Ajándékban. 1822-ben magyar fordítással kiadta Iszokratész Paraenesisét, s irodalomtörténeti adalékokat írt a német Pannoniába. Kisfaludy Károly nagy hatással volt rá, több verset írt Aurórájába. Kazinczy Ferenccel 1822-ben kezdett levelezni, majd Vitkovics Mihállyal és Döbrentei Gáborral is személyes érintkezésre lépett.
A bölcsész szak végeztével az orvosi karra iratkozott be, s 1822–27 között azt is elvégezte. Közben verseket, novellákat, irodalomtörténeti és kritikai dolgozatokat adott ki az időszaki iratokban és önállóan. A nagy szünetekben külföldi utazásokat tett: 1823-ban Bécsben járt, 1824-ben Galíciában, Krakkóban. Kazinczy ajánlatára gróf Teleki József gyermekeit oktatta, Vitkovics ajánlatára pedig gróf Wenckheim leányát tanította magyar nyelvre és irodalomra. Kisfaludy Károly körének, az európai irodalomban való nagy jártassága miatt, számottevő tagja volt. Szemere Pállal, Kölcsey Ferenccel és Kisfaludy Sándorral is ismeretségbe lépett, s Kazinczyval 1828-ban személyesen találkozott; Kisfaludy Károly pedig gróf Széchenyi István figyelmébe ajánlotta.
Az irodalmat széles körű műveltsége alapján leginkább mint elméletíró és agitátor szolgálta. A magyar irodalmat igyekezett a külfölddel is megismertetni; ezen a téren legfontosabb munkája volt a Handbuch der ungarischen Poesie (Pest és Bécs, 1828) magyar szemelvényekkel és német fordításokkal, az irodalom rövid áttekintésével és az írók vázlatos életrajzával. 1828-ban használta először az irodalomban a Toldy nevet (a Schedel családi nevét 1847. április 22-én változtatta hivatalosan Toldyra). 1828-ban szemészmesterré avatták. A szünidőt Móron gróf Lamberg házában és Pozsonyban az országgyűlésen töltötte. 1829. június 30-án orvosdoktorrá avatták, és az orvosi kar tagja lett. Júniusban Németországban utazott. 1829–30 között nagyobb tanulmányutat tett Nyugat-Európában; érintkezett Goethével és a telet Berlinben töltötte; a híres orvostanárokon kívül hallgatta Hegelt; Hufeland, Osann, Hecker házánál rendes és kedvelt látogató volt; az Englisches Hausban előadást tartott a magyar nyelvről.
1830 tavaszán Londonba utazott, Bowringnál és hg. Esterházynál rendes házi vendég volt. A nyár elejét Párizsban töltötte, ahol gróf Apponyi Antal nagykövet különösen pártolta. Hallgatta a híres tanárokat, látogatta a kórházakat és az akadémiát. A júliusi napok előtt Svájcba és Olaszországba ment. Szeptemberben hazaérkezett; itthon az új irodalom vezérét, Kisfaludy Károlyt halálos betegen, a többi írót pedig a Conversations-Lexikon-per miatt meghasonlottan találta.
A Magyar Tudományos Akadémia 1830. november 17-én levelező és rendes tagjává választotta, és már 1831 elején segédjegyző és levéltárnok is lett. A kolerajárvány alatt Pesten mint kerületi orvos működött. 1832-ben Vörösmartyval elvállalta a magyar és német zsebszótár elkészítését. 1833–41 között a dietetika rendkívüli tanára volt az egyetemen, 1835-től 1861-ig az MTA titoknoka. 1836-ban indítványozta a Kisfaludy Társaság létrehozását, amelynek egyik alapító tagja lett. 1839-ben átvette az Akadémia részére Rohoncon a gróf Batthyány Gusztáv-, Kisbéren a Batthyány Kázmér-, Lukán a Sándor István-féle könyvtárat, 1840-ben pedig a Teleki családét.
Indítványozta a Magyar Tudományos Akadémián tudományos előadások tartását és az Akadémiai Értesítő kiadását (amely az Akadémia szegénysége miatt kétszer is szünetelt). 1841-ben indítványozta ugyancsak az Akadémián az osztályonként való működést és ülésezést. 1841 és 1860 között a Kisfaludy Társaság igazgatója volt. 1842-ben a jénai egyetem bölcseletdoktori oklevéllel tisztelte meg. 1843-ban az egyetemi könyvtár ideiglenes, 1844-től végleges igazgatója lett. Az MTA könyvtárát maga rendezte és lajstromozta, majd az évben ünnepélyesen megnyitotta. 1847-ben indítványozta a hazafiak felhívását, hogy a műemlékeket ismertessék, és ezzel megindult az archeológiai tevékenység. Münchenben az újonnan felállított királyi könyvtár rendezését tanulmányozta. 1848-ban a bécsi akadémia tagja lett.
A szabadságharc idején egyedül vitte az akadémia ügyeit, és az eseményeken kívül maradva erélyességével megóvta az idegen beavatkozástól. 1850-ben az esztétika és egyetemes irodalomtörténet magán-, 1861-től rendes tanára lett az egyetemen. 1858-ban indítványozta Kazinczy születése centenáriumának megünneplését. 1860-tól a Kisfaludy Társaság másodelnöke volt. 1862-ben királyi tanácsosi címet kapott. 1863–65 között az egyetem bölcsészkarának dékánja, 1871 májusától az Akadémia igazgatótanácsának tagja volt. A Kisfaludy Társaság megünnepelte 50 éves írói jubileumát. A törvényhozás 1871-ben 4000 forint évi díjat rendelt számára nemzeti ajándékul, hogy egész erejét az irodalomtörténetnek szentelhesse.
Az országos közoktatási tanács tagja és egyetemi osztályának elnöke, továbbá a magyar királyi gimnáziumi tanárvizsgáló bizottságnak tagja, több bel- és külföldi tudóstársaságnak levelező, illetve választmányi tagja, s több vármegye táblabírája is volt.
Toldynak legnagyobb érdeme az az agitátori munkásság, mellyel az irodalmat egy félszázadon keresztül gyakran súlyos válságok közt összetartotta, különböző ágainak művelését előmozdította, ápolta a múlt iránti kegyeletet, a nemzeti nyelv s irodalom szeretetét, s új munkásokat nevelt a magyar tudományosságnak; másik nagy érdeme a magyar irodalomtörténet rendszeres tudományos formába öntése. Munkásságának rendkívüli kiterjedtsége ártott mélységének. Mint irodalomtörténetíró is kevésbé méltatta a bölcsészi szempontokat s az irodalmi élet politikai alapjait nemigen világította meg. De ami nagy erénye, abból származtak leginkább hiányosságai is. Neki kellett végeznie mind az anyaggyűjtés, mind a feldolgozás rengeteg munkáját; a múlt iránti kegyelete és erős nemzeti érzése sokszor bírták rá arra, hogy némiképp szépítse a dolgot és az idegen irodalmak hatását figyelmen kívül hagyja.

## Családja
Névváltoztatása 1847-ben történt (5642/222). Feljegyezve László gyermekének születési bejegyzésénél a megjegyzések rovat melletti margón. A megváltozott nevet korábban született gyermekei is használták; elsőként Schedel (Toldy) Maria Isabella Josepha Stephania (1834-1899)
Első felesége Hinka Mária Terézia Rozália Anna 1810-1836 (gyermekágyi láz). Gyermekeik:
Mária Helena 1832-1832
Maria Isabella Josepha Stephania 1834-1899 szerzetes nővér
Maria Josepha Anna Barbara 1835-
Maria Josepha Theresia Irma  1836-1911
Második felesége Tarnóczy Ida 1809-1842 (gyermekágyi láz). Gyermekük
Ida Aloysia Anna Regina 1842-1887
Harmadik felesége Mojsisovics Anna Catherina Auguszta (Auguszta) Gyermekeik:
Ferenc Károly Jósef Mihal István 1844-1879
Auguszta Katalin Ludovika 1845-1937
Ferenc László Gusztáv 1846-1919
Gabriella Ilona 1849-1935
Eleonóra Jolánta 1854-1943
Franciscus Carolus Gabriel Josephus 1855-1893 (a szabadságharc leverése után ismét latin lett az anyakönyvi bejegyzések nyelve)

## Emlékezete
- Róla nevezték el a Toldy Ferenc Gimnáziumot, a Toldy Ferenc Kórházat, a Toldy Ferenc Könyvtárat, a Toldy Ferenc Könyvesboltot és Toldy Ferenc-díjat.

## Művei
1871 előtti cikkeit és egyéb munkáit Greguss Ágost sorolja fel „Toldy Ferencz félszázados irodalmi munkássága 1821–1871. Pest, 1871” című munkájában és a Magyar Tudományos Akadémia Almanachjaiban.
- Isocratis Paraenesis ad Demonicum, e Graeco per Rudolphum Agricolam, adjecta translatione Hungarica, curavit Franciscus Josephus Schedel, Pestini, 1822 (Iszokratész intelmeinek magyar fordítása latinból, F. J. Schedel, Pest 1822, Rudolf Agricola görögből fordított műve alapján. Első saját kiadású munkája.)
- A haramják, dr. 5 felv. Irta Schiller Friderik. Magyarra átvivé... Pest, 1823 (Schedel F. J. Külföldi Színjátékai I. Előadták Pesten 1839. jún. 16. és 22. Újra ford. és színre alkalmazva. Nagy Ignácz Színműtára XII. füzet, 1841)
- Most vagy soha. Elbeszélés. Pest, 1824
- Aesthetikai Levelek Vörösmarty Mihály Epikus Munkáiról. Pest, 1827 (A Tud. Gyűjteményből Vörösmarty életrajzával)
- Handbuch der Ungarischen Poesie. In Verbindung mit Julius Fenyéry herausgegeben von Franz Toldy. Pest und Wien, 1827–28. Két kötet
- Blumenlese aus Ungarischen Dichtern, in Übersetzungen von Gruber, Graf Mailath, Paziazzi, Petz, Graf Franz Teleki, Tretter u. A. gesammelt und mit einer einleitenden Geschichte der Ungar. Poesie begleitet von Franz Toldy. Pest – Bécs, 1828 (Kivonat a Handbuchból)
- Magyar költői régiségek. Die Kaisertochter. Ungarische Ballade aus dem XVI. Jahrhundert. Aus dem MS. übersetzt von einem Unbekannten. A császárlány, vagyis Szilágyi Mihály és Hajmási László historiája... Pest – Bécs, 1828
- Aradi gyűlés, hősköltemény... Írta Czuczor Gergely, kiadta barátja... Pest, 1828
- Physiologia pulsus, auctore Franc. Jos. Schedel, M. D. artis ophthalmiatricae magistro Pest, 1829
- Dr. Hufeland H. V. Szegények patikája... Ford. Schedel F., Pest, 1831 (A gyógyszerek magyar szótárával megtoldva)
- Kisfaludy Károly Minden munkái. Összeszedte... Buda, 1831, tíz kötet
- Kisfaludy Károly élete. Buda, 1832 (Külön kiadás az előbbeni munka X. kötetéből)
- Magyar-deák és deák-magyar Orvosi Szókönyv az Orvosi Tár első két évéhez. Pest, 1833
- Dayka versei. Összeszedte Kazinczy Ferencz. Második bővebb kiadás. Buda. 1833 (Dayka új életrajzával)
- Magyar és Német Zsebszótár, közrebocsátá a M. Tud. Társaság Második vagy Német-Magyar rész. Buda, 1835 (Vörösmartyval)
- Kazinczy Ferencz Eredeti Munkái. A M. T. Társ. megbízásából összeszedték Bajza és Schedel. I. kötet; Kazinczy Eredeti Poétai Munkái: Buda, 1836. II. kötet. Utazások. Buda, 1839, Második osztály. Levelek I. II. k. K. F. levelei Kis Jánoshoz. Buda, 1842. III. k. K. F. levelei Szent-Györgyi Józsefhez, ifj. Szilágyi Sámuelhez, Csokonaihoz és Ercseihez. Buda, 1845
- Czuczor Poétai Munkái. Buda, 1836 (Szerkesztette és saját költségén kiadta)
- Diaetetika elemei. Hallgatói számára kézirat helyett kiadta dr. Schedel F. Buda, 1839
- Philosophiai anthropologia, írta Köteles Sámuel, kiadta a M. Tud. Társ. Buda, 1839. (Nyelvileg átdolgozta)
- Az írói tulajdon, philosophiai, jogi és literaturai szempontból... Pest, 1840 (Külön kiadás a Budapesti Szemléből).
- Magyar helyesírás... Új jav. kiadás. Buda, 1840 (A Verseghy-féle iskolai helyesírásnak átdolgozása)
- A' nagy magyar szótár' belső elrendelésének, 's miképeni dolgoztatásának terve : utasításul a' Magyar Tudós Társaság' tagjainak. Buda, 1840
- Cornelius Nepos fenmaradt minden munkái, ford. jegyzetekkel Czuczor. Az eredeti szöveggel, C. N. életével, idősori táblával, történeti mutatóval és abroszokkal kiadta... Buda, 1841 (2. kiadás. Pest, 1842)
- Nemzeti Könyvtár. Kisfaludy Károly minden munkái. Szerk. és kiadta... Második, teljesebb kiadás. Pest, 1843 (3. kiadás. Pest, 1843. K. K. életrajzával. 4. kiadás Pest, 1843–44)
- Nemzeti Könyvtár. Kármán József írásai és Fanni hagyományai. Újra kiadta és bevezette... Pest, 1843 (Elől: Kármán és Fanni emlékezetők)
- A műfordítás elveiről... Buda, 1843
- Nemzeti Könyvtár. Csokonai Mihály minden munkái. Kiadatlanokkal, jegyzetekkel és életrajzzal bőv. kiadás. Buda, 1844
- Nemzeti Könyvtár. Kis János poéta munkái. Jegyzetekkel és életrajzzal bőv. kiadás. Buda, 1846
- Toldy Ferencz Irodalmi beszédei. Kiadta Bajza. Pozsony, 1847
- Nemzeti Könyvtár. Vörösmarty Mihály minden munkái. Kiadták barátai Bajza J. és Schedel F. 2. öszves kiadás. Pest, 1847
- Emlékbeszéd József főhg nádor magyar akadémiai pártfogó felett. Buda, 1847
- Hellen Könyvtár, kiadta a Kifaludy-Társaság III., IV. kötet. Pest, 1847 (Ügyelete alatt jelent meg bevezetéssel. «Soplokles» V., VI. köt., intőszózattal «Az olvasóhoz»)
- Nemzeti Könyvtár. Kisfaludy Sándor minden munkái. Pest, 1848
- Ugyanez hat kötetben. Pest, 1848
- Emlékbeszéd Kis János felett. Buda, 1848
- Utasítás a M. Akadémiai Könyvtár tisztviselői számára. Buda, 1848
- Sztrokay Antal emlékezete. Pest, 1850
- Reguly Antal és a finn-magyar kérdés. Pest, 1850
- Culturzustände der Ungarn vor der Annahme das Christenthumes. Wien, 1850 (Különny. a Sitzungsberichtekből)
- A magyar történeti költészet Zrinyi előtt. Első közlemény. Bécs, 1850
- Toldy Ferencz két könyve az egészség fenntartásáról. Második kiadás. Pest, 1851
- A nemzeti irodalom ismeretének viszonyáról a nemzeti élethez, és buzgó esdeklés a "Nemzeti könyvtár" ügyében. Pest, 1851
- A magyar nemzeti irodalom története. (Ó- és középkor). Példatárral. Pest, 1851 (2. jav. kiadás. Pest, 1852. Két kötet. 3. jav. k. 1862. Németül ford. Kolbenheyer Móricz. Pest, 1865)
- Chronicon Hungarorum Posoniense... Buda, 1852. (Bevezetéssel a magyar krónikának genesiséről)
- Galantai gróf Esterházy Miklós munkái. Szerző életrajzával. Buda, 1852. (Újabb Nemzeti Könyvtár. Kézi kiadás. Buda, 1853, két kötet)
- Az Újabb Nemzeti irodalom. I. füzet. Buda, 1853 (Befejezetlen)
- Magyar Chrestomathia. I., II. folyam, a nagy gymnasiumok VIII. osztálya szükségeihez alkalmazva. Buda, 1853
- Nemzeti Könyvtár. Faludy Ferencz minden munkái. Buda, 1853
- Ujabb nemzeti könyvtár (Kiadta egy társaság) Zerinvári gróf Zrinyi Miklós összes munkái. Első a szerző kiadatlan prózai műveivel kiegészített kiadás. Kazinczy Gábor és Toldy Ferencz által. Buda, 1853 és 1854
- A magyar költészet története. Buda, 1854, két kötet (A szerző jegyzeteiből jav. és bőv. német kiadása. Ford. Steinacker Gusztáv. Buda. 1863)
- Ujabb Nemzeti Könyvtár. Harmadik folyam. tizenhatodik századbeli magyar történetírók. I. Székely István Magyar Krónikája 1558. II. Heltai Gáspár Magyar Krónikája 1575. Buda, 1854
- Faludi Ferencz versei. 5. kiad. Buda, 1854
- Tihamér. Regény. Irta Kisfaludy Károly. (Emlékkiadás). Buda, 1854
- [Academiai emlékszózat széki gróf Teleki Ferenc felett]. Pest, 1854
- Emlékbeszéd gróf Teleki József... felett... febr. 26. 1855. Buda, 1855
- A magyar nyelv és irodalom Kézikönyve I. A mohácsi vésztől Kisfaludy Sándorig. II. k. A XIX. század költői Kazinczy Ferencztől Arany Jánosig. Buda, 1855 és 1857
- Alexandriai szent Katalin verses Legendája, ugyanazon szentnek két kisebb prózai életével együtt. Régi codexekből nyelvjegyzetekkel kiadta. Buda, 1855
- Immaculata. A régi magyar anyaszentegyház hét szent beszédében. Régi codexekből... nyelvjegyzetekkel. Buda, 1855
- A magyar nemzet napjai a legrégibb időtől az aranybulláig. Irta Jászay Pál. Kiadta T. (Jászay felett tartott emlékbeszédével) Buda, 1855
- Irodalmi arczképei és ujabb beszédei. Buda, 1856
- Régi Magyar Passio, rajzokkal. Adalékúl a középkori magyar irodalom és rajzművészet ismeretéhez. Régi codexekből nyelvjegyzetekkel. Buda, 1856
- A M. Helyesírás ügyében... Buda, 1856
- Kisfaludy Károly Vig elbeszélései. Buda, 1856 (Vasárnapi Könyvtár VIII.)
- Szilasy János Philosophiai Tanulmányai. Buda, 1856
- Nádor-Codex. A pesti egyetemi könyvtár eredetijéből, bevezetéssel es szótárral. Buda, 1857[3]
- Legendam S. Elisabethae Andreae II. Hungarorum Regis filiae palaeohungaricam Aug. ac Glor. Imp. Hungarorum Reginae Elisabethae, dum patriam s. Elisabethae Hungariam primum inviseret, homagiali cum submissione vovet Societas Hung. s. Stephani, mense maio 1857 (Bevezetéssel és jegyzetekkel)
- Sárospataki Magyar Krónika MDXXIII-MDCXV. Pest, 1857 (Bevezetéssel. A M. Akad. Tört. Tára IV. kötetéből)
- Gaal György Magyar Népmese-Gyűjteménye. Kiadták Kazinczy Gábor és T. Pest, 1857 és 1860, három kötet (Három előszóval)
- Bajza Versei. Negyedik, teljesebb kiadás, a költő életrajzával. Pest, 1857
- Régi Magyar Legendák Tára. Régi codexekből, bevezetésekkel és szótárakkal kiadta... V. k. A debreczeni legendás könyv, a Krisztina-legendával együtt. Pest, 1858
- Szűz Sz. Margit élete. Buda, 1858
- Magyar Prózaírók a XVI. és XVII. századból... bevezetésekkel és szómagyarázatokkal kiadta... I. k. Régi magyar mesék, beszélyek és erkölcsiratok. 1. Pest, 1858
- Magyar Remekírók gyémántkiadása. I–III. Pest, 1858. (I. II. Kisfaludy Sándor, A kesergő szerelem. A boldog szerelem, III. Kisfaludy Károly versei, ötödik kiadás és 6. kiadás. Pest, 1863, bevezetéssel, V. Csokonai válogatott versei 1859 és 1862, bevezetéssel. VIII. Kölcsey Ferencz versei. 4. kiadás 1859 és 1863 Életrajzzal. Pest)
- Német-Magyar Tudományos Műszótár, a cs. k. gymnasiumok és reáliskolák számára. Pest, 1858 (Közreműködött és bevezetéssel ellátta)
- Kazinczy Ferencz és kora. I. rész 1. és 2. könyv 1759–1794. II. rész 3. könyv 1794–1801. Pest, 1859–60 (Több nem jelent meg)
- Akadémiai Emlékkönyv a Kazinczy Ferencz születése évszázados ünnepéről oct. 27. 1859, Pest
- Magyar Szentek Legendái a Carthausi Névtelentől. Az eredeti codexből bevezetéssel és nyelvjegyzetekkel. Pest, 1859
- A magyar nemzet classikus írói. Kiadta... Pest, 1859–60. Negyven kötet. (Kisfaludy Károly minden munkái. 5. összes kiadás 1859–68. Nyolcz kötet. Kölcsey Ferencz minden munkái. 2. bőv. kiadás. 1859–61. Nyolcz kötet. Zágoni Mikes Kelemen Törökországi Levelei, életrajzi értekezéssel. 1861. Két kötet. Rajza összegyűjtött munkái. 2. bőv. kiad. 1861–63. Hat kötet. Virág Benedek Magyar Századai I. II. 3. kiadás, III. IV. 2. kiadás. 1862–63. Öt kötet. Virág Benedek poetai munkái. 3. teljesb kiadás. 1863. Berzsenyi Dániel munkái. Ujra átnézett kiadás 1864. Három kötet. Gyöngyösi István válogatott poetai munkái 1864–65. Két köt. Bacsányi János költeményei, válogatott prózai írásaival. 1865. Szentjóbi Szabó László költői munkái 1865. Verseghy Ferencz költeményei 1865. Pest)
- Berzsenyi Dániel versei. Kiadatlanokkal és életrajzzal bővítve. Pest, 1860
- Kazinczy Ferencz levelezése Kisfaludy Károlylyal s ennek körével. Kiadta Kazinczy Gábor. Pest, 1860. (Toldy F. levelezése 1822–1831. 20–206. l.)
- Gróf Széchenyi István Verse anyjához, gróf Festetics Julianához. Megelőzi Széchenyi Nekrologja T.-tól. Pest, 1860 (Az Új M. Múzeumból)
- Bartal György: A párthus és húnmagyar scythákról. A szerző arczképével s rövid életrajzával kiadja T. F. Pest, 1860
- Sylloge Legum Hungariae Fundamentalium. A magyar birodalom alaptörvényei... Kiadta. Buda, 1861 (Latin és magyar szöveg)
- Toldy Ferencznek a magyar nyelv és irodalom egyetemi nyilv. rendes tanári székébe iktattatásakor 1861. júl. 13. tartott beszédek. Pest, 1861 (Petzval Ottó beszédével)
- Történelmi és Irodalmi Berek. II. kötet: gróf Kemény József, Tört. és Irodalmi Kalászatok. Pest, 1861 (I. kötet nem jelent meg)
- Emlékbeszéd Bajza József felett 1861. decz. 22. Pest. 1862. (Magy. Tudom. Akadémia évkönyvei 7. darabja; a Bud. Szemle XIII. k. is)
- Február Hatodika. Előjáték. Írta a Kisfaludy-Társaságnak egy régi tagja. előadatott a budai Népszínház Kisfaludy-ünnepén febr. 4. 1862
- Az ó s középkori magyar irodalom története. Pest, 1862
- Visszapillantás tudományos állapotainkra, kapcsolatban a régi s az új tanrendszerrel. Beszéd az egyetemi bölcseleti kar dékánjától. Pest, 1863
- Brutus János Mihály magy. kir. történetíró Magyar Historiája 1490–1552. A szerző életrajzával. I. kötet. II. Ulászló országlata. II. k. II. Lajos trónra lépésétől 1537-ig. Pest, 1863 és 1867 (Monumenta II. oszt. 13. k.)
- Georgii Pray Series chronologica Palatinorum Vngariae e diplomatibus collecta, cum praevio commentariolo de veteri palatinatus provincia. Budae, 1863
- Geschichte der Ungrischen Dichtung von den ältesten Zeiten bis auf Alex. Kisfaludy. Pest, 1863
- Irodalomtörténeti olvasókönyv, vonatkozással magyar irodalomtörténetére. Pest, 1868
- A magyar nemzeti irodalom története a legrégibb időktől a jelen korig, rövid előadásban. I. II. szállítmány. Pest, 1864–65 (A m. tudom. Akadémia nagy jutalmában részesült. 2. kiadás. Budapest, 1878)
- Memoria Ins. Ord. S. Stephani Hung. regis Apostolici Secularis. Vindobonae, 1864
- Emlékbeszéd, melyet néhai Fejér György felett 1865. júl. 3. az egyetemen tartott. Buda, 1865
- Geschichte der Ungarischen Literatur im Mittelalter. Pest, 1865
- Corpus Grammaticorum Linguae Hung. veterum. A régi magyar nyelvészek Erdősitől Tsétsiig. Pest, 1866
- Ghymesi Forgách Ferencz nagyváradi püspök Magyar Historiája. 1540–72. Közli Majer Fidel, bevezette és kiegészítette. Pest, 1866
- Baranyai Decsi János Magyar Historiája 1592–98. A szerző életrajzával, közli... Pest, 1866 (Monumenta II. oszt. 17. köt.)
- Marci Chronica de gestis Hungarorum... Pest, 1867
- A magyar költészet története az ősidőktől Kisfaludy Sándorig. Második bőv. czímképes kiadás egy kötetben. Pest, 1867
- Irodalomtörténeti Olvasókönyv vonatkozással a M. Irodalom Történetére. Pest, 1868–69. Két kötet (2. jav. kiadás. Budapest, 1876)
- Tudománybeli hátramaradásunk s ezek tekintetéből Akadémiánk feladása. Pest, 1868 (Értekezések a nyelv- és széptud. köréből. I. 5.)
- Toldy Ferencz Összegyűjtött munkái I–VIII. Pest, 1868–1874. (I., II. Magyar Államférfiak és írók, életrajzi emlékek. III., IV. Magyar költők élete. V. VI. Irodalmi beszédek. VII. Irodalmi arczképek és szakaszok. VIII. Kritikai berek I. kötet. A IX. kötet fele kiszedetett, de nem került forgalomba).
- Nyilt levél Sz. P. országos képviselő úrhoz a m. kir. egyetemi könyvtár ügyében. T... Pest, 1868
- Adalékok a régibb magyar irodalom történetéhez. Pest, 1869 (Értekezések a nyelv- és széptud. kör. I. 9.)
- Vissza van-e állítva Negyvennyolc? Tekintettel Kossuth Lajos némely nyilatkozataira. Az okulni akarók figyelmébe ajánlja Corvin. Pest, 1869
- Pillantás a most lefolyt válasz-felirati vitára. Kisfaludy Sándor harmincz év előtti előtti közösügyi indítványával. Pest, jún. 4. 1869
- Egy országos intézet veszedelmének nyilt és titkos, érdekes története. Pest, 1870 (Különny. a Reformból, jegyzetekkel)
- Indokolt indítvány, előadva az Akadémiában, tudományos kézikönyvek s egy irodalmi folyóirat ügyében. Pest, 1870 (Különny. a M. tud. Akad. Értesítőjéből)
- Kisfaludy Sándor hátrahagyott munkái. Kiadta... Pest, 1871. Négy kötet
- A m. k. tud.-egyetem első szüksége. Beszéd, mellyel 1871. okt. 1-jén rektori székét elfoglalta
- Újabb adalékok a régibb magyar irodalom történetéhez. Pest, 1871 (Értek. a nyelv.- és széptud. kör. II. 7.)
- Mária Terézia. Emlékbeszéd, melyet a m. k. tud. egyetem újjáalakítása XCII. évfordulóján, 1872. jún. 25. tartott. Pest, 1872
- Az uj magyar orthologia. Budapest, 1875 (Értekezések a nyelv- és széptud. köréből IV. 8.)
- Brutus János Mihály Magyar Históriája, 1490-1552. Budapest, 1876 (szerk. Nagy Ivánnal)
- A magyar költészet kézikönyve a mohácsi vésztől a jelenkorig, vagyis az utóbbi negyedfél század kitünőbb költői életrajzokban és jellemző mutatványokban feltüntetve. Budapest, 1876. Öt kötet szerző arczképével (A Magyar tudományos Akadémia II. mellékjutalmát kapta)
- A magyar nemzeti irodalom története a legrégibb időktől a jelenkorig rövid előadásban. Budapest, 1878

Szerkesztette a Tudománytárt 1834–35-ig. Nyolcz kötet; Figyelmező kritikai hetilapot 1837–40: Kisfaludy-Társaság évlapjai t 1841–49. hét kötetét; Magyar Szépirodalmi Szemlét 1847-ben (Erdélyivel); Reguly-Album ot 1850-ben; Új Magyar Múzeum ot 1850–60-ig; a Magyar Történelmi Tárnak 1855–1877-ig XXV kötetét
Levelezése a Magyar Tudományos Akadémia Kézirattárában; ezek közül négy kiadva Kazinczy Ferencz Levelezése XVIII. k.
- Bajza József–Toldy Ferenc levelezése; sajtó alá rend., jegyz. Oltványi Ambrus; Akadémiai, Budapest, 1969 (A magyar irodalomtörténetírás forrásai. Fontes ad historiam litterariam Hungaiae)
- Irodalmi arcképek; vál., szöveggond., bev. Lőkös István; Szépirodalmi, Budapest, 1985 (Magyar ritkaságok)
- Kazinczy Ferenc és kora. Életrajzi emlék. 1859-1860; összeáll., szöveggond. Szalai Anna; Szépirodalmi, Budapest, 1987
- A magyar nemzeti irodalom története. Első és második kötet, Kossuth, Budapest, 2010 (Amor librorum)
- Könyvtárakról. Dr. Schedel (Toldy) Ferenc "A könyvtártan kézikönyve" című munkájának bevezetése. Előzetes; szerk. Csapó Noémi; Primaware, Szeged, 2014 (Művelődéstörténeti könyvtár Könyv- és könyvtártörténelem)
- Utasítás a Magyar Tudományos Akadémia Könyvtára tisztviselői számára; utószó Kapus Erika; MTA Könyvtár–Jaffa, Budapest, 2017 (Lichniae)